# D’Mile
Dernst „D’Mile“ Emile II (* 24. Januar 1985) ist ein US-amerikanischer Musikproduzent und Songwriter. Er ist der erste Songwriter, der den Grammy Award for Song of the Year in zwei aufeinanderfolgenden Jahren gewann.

## Leben und Karriere

### Kindheit
Emile ist der Sohn der haitianischen Sängerin Yanick Étienne, die in den 1980er Jahren mit Bryan Ferry und Roxy Music tourte, und des Musikproduzenten Dernst Emile. Er wuchs in Flatbush, Brooklyn, New York City auf und begann bereits als Kind mit dem Keyboard-Spielen.

### Karrierebeginn
Emile gab sein Debüt als Produzent auf Rihannas Album Music of the Sun aus dem Jahr 2005, für das er zusammen mit der Brooklyner Hip-Hop-Gruppe Full Force den Song That La, La, La produzierte und schrieb. Später im selben Jahr wirkte er auch auf Mary J. Bliges Album The Breakthrough mit dem Song Gonna Breakthrough, den er mitgeschrieben und produziert hatte. Nach diesen Arbeiten stellte ein Freund D’Mile Rodney Jerkins vor, bei dem er zwei Jahre lang ausgebildet wurde.
Seinen ersten großen Charterfolg hatte er mit Janet Jacksons zehntem Studioalbum Discipline. Er produzierte und schrieb die Leadsingle Feedback, die Platz eins der U.S. Hot Dance Club Play Charts erreichte, den R&B-Hit Luv sowie die Albumtracks I.D., Truth or Dare und The Meaning.
Justin Bieber arbeitete mit D’Mile an Favorite Girl, der vierten Single aus seinem Debütalbum My World. D’Mile ist auch als Produzent der R&B-Ballade In the Morning für Mary J. Bliges neuntes Album Stronger with Each Tear aufgeführt.
Anschließend arbeitete er mit Diddy und Dirty Money an deren Album Last Train To Paris, das am 14. Dezember 2010 veröffentlicht wurde. D’Mile produzierte den Song Shades, der gemeinsam mit Justin Timberlakes Produktionsgruppe The Y's produziert wurde und Gastvocals von Timberlake, Lil Wayne, Bilal und James Fauntleroy enthielt. Er hat auch mehrere Produktionen auf Jennifer Lopez’ Comeback-Album Love? aus dem Jahr 2011 beigesteuert, darunter One Love und die Dance-Pop-Nummer (What Is) Love?, die als Lead-Soundtrack-Single veröffentlicht und in Lopez’ romantischer Komödie Plan B für die Liebe aus dem Jahr 2010 verwendet wurde.
D’Mile produzierte mehrere Songs und fungierte als ausführender Produzent für Diggy Simmons’ Album Unexpected Arrival, das am 20. März 2012 bei Atlantic Records veröffentlicht wurde. D’Mile produzierte die Single Long Distance der X-Factor-Gewinnerin von 2011, Melanie Amaro, die sie am 6. Dezember 2012 live in der Show performte. 

### Karriere seit 2013
D’Mile hat eine Vielzahl von Produktionen mit Ty Dolla Sign gemacht, einschließlich seiner Beach House-Serie, Beach House, Beach House 2, Beach House EP und Beach House 3. Ty Dolla Sign sagte nach ihrer Zusammenarbeit, dass D’Mile „buchstäblich der beste Produzent [ist], mit dem er je gearbeitet hat“. Er produzierte auch Livin' It Up von Ciaras Album Ciara aus dem Jahr 2013.
Im Jahr 2016 produzierte er die beiden Tracks Mind Of A Man und FWM für Hard II Love von Usher.
In den Jahren 2016 und 2017 produzierte D’Mile alle 13 Songs auf dem Debütalbum von Lucky Daye mit dem Titel Painted, nachdem sich die beiden in Los Angeles kennengelernt hatten. D’Mile lieferte auch Hintergrundgesang auf dem Song Paint It. Das Album wurde 2019 veröffentlicht und wurde bei den Grammy Awards 2020 für das beste R&B-Album nominiert, wobei zwei Albumtracks für die beste R&B-Performance (Roll Some Mo) und die beste traditionelle R&B-Performance (Real Games) nominiert wurden.
Im Jahr 2020 war er Koproduzent von Charlie Wilsons Forever Valentine mit Bruno Mars und The Stereotypes. Er und Mars komponierten auch Whenever You Call von Arashi.
Seine Produktionsarbeit mit den Künstlern H.E.R. und Lucky Daye wurde 2020 für sieben Grammy Awards nominiert. D’Mile ist der erste Songwriter in der Geschichte der Grammys, der zwei Jahre hintereinander den Song des Jahres gewann. Er gewann 2021 als Co-Autor von H.E.R.’s Song I Can’t Breathe und 2022 für Silk Sonic’s Leave the Door Open. D'Mile gewann 2021 auch einen Oscar für den besten Song als Co-Autor des Songs Fight for You aus dem Film Judas and the Black Messiah.

## Auszeichnungen

### Oscar
| Jahr | Werk          | Kategorie   | Ergebnis |
| ---- | ------------- | ----------- | -------- |
| 2021 | Fight For You | Bester Song | Gewonnen |

### Golden Globe Awards
| Jahr | Werk          | Kategorie       | Ergebnis  |
| ---- | ------------- | --------------- | --------- |
| 2021 | Fight For You | Bester Filmsong | Nominiert |

### Grammy Awards
| Jahr | Werk                  | Kategorie                           | Ergebnis  |
| ---- | --------------------- | ----------------------------------- | --------- |
| 2017 | Still                 | Best Traditional R&B Performance    | Nominiert |
| 2019 | Could’ve Been         | Best R&B Song                       | Nominiert |
| 2019 | Roll Some Mo          | Best R&B Song                       | Nominiert |
| 2020 | I Can’t Breathe       | Song of the Year                    | Gewonnen  |
| 2022 | Leave the Door Open   | Record of the Year                  | Gewonnen  |
| 2022 | Leave the Door Open   | Best R&B Song                       | Gewonnen  |
| 2022 | Leave the Door Open   | Song of the Year                    | Gewonnen  |
| 2022 | Fight for You         | Song of the Year                    | Nominiert |
| 2022 | Fight for You         | Best Song Written for Visual Media  | Nominiert |
| 2022 | Table for Two         | Best Progressive R&B Album          | Gewonnen  |
| 2023 | Good Morning Gorgeous | Album of the Year                   | Nominiert |
| 2023 | Good Morning Gorgeous | Record of the Year                  | Nominiert |
| 2023 | Good Morning Gorgeous | Best R&B Song                       | Nominiert |
| 2023 | D’Mile                | Producer of the Year, Non-Classical | Nominiert |
| 2024 | D’Mile                | Producer of the Year, Non-Classical | Nominiert |
| 2024 | On My Mama            | Record of the Year                  | Nominiert |
| 2024 | On My Mama            | Best R&B Song                       | Nominiert |